# Lange Straße (Göppingen)
Die Lange Straße in Göppingen ist bekannt als Straße des Gläsernen Handwerks und der kulinarischen Köstlichkeiten.

## Lage und Entwicklung der Straße
Die heutige Fußgängerzone in Ost-West-Richtung führt von der Pflegstraße zur Schloßstraße. Sie ist östlich mit der Haupteinkaufslage Untere Marktstraße unmittelbar verbunden und westlich über eine kleine Fußgängerpassage mit dem durch das neue Lokal Der Andechser wieder belebten Schillerplatz. Er gibt der parallel zur Hauptstraße verlaufenden Flaniermeile neue Perspektiven. Der Andechser löst die ehemaligen Wirtshäuser an der Lange Straße, wie z. B. die Harmonie ab. Die Straße hat ein handwerklich geprägtes Straßenbild.

## Erwähnenswerte Gebäude
- Nr. 26: 3-gesch. Gebäude mit dem Cafe Berner; Traditionslokal in Göppingen, bekannte Konditorei in dem denkmalgeschützten Gebäude im schwäbischen Stil[3].
- Nr. 25: Goldschmiedeladen mit seiner „gläsernen“ Werkstätte
- Nr. 19: Haus Höppel, früher Haushalts- und Kolonialwarenladen[4].
- Nr. 32 und 38: Beide Gebäude übernahmen als Eckhäuser eine wichtige funktionelle aber auch gestaltend prägende Aufgabe. Sie wurden im Sommer 2018 jedoch abgerissen.[5]
- Nr. 32: Hier waren Tuchmacher, Zeugmacher, Schreiner und Schuhmacher beheimatet. Stadträumlich und architektonisch gelungene Eckausbildung Lange Straße / Kellereistraße. Die Räume im Erdgeschoss an der Fußgängerzone gelegen in transparent gehaltener Form. Es wurde 2018 abgerissen.
- Nr. 38: Wohn- und Geschäftshaus, ehemals Gebäude eines Zeugmachers und Strumpfwebers, später Wirtshaus und Bäckerei, danach Schreinerei mit Möbelhandel und zuletzt Bekleidungsfachgeschäft. Das  historische, stadtbildprägende Gebäude bildet eine baulich-räumliche Fassung der südwestlichen Ecke Lange Straße / Marstallstraße. Es sollte durch das kommunale Wohnungsbauunternehmen der Stadt Göppingen Wohnbau GmbH Göppingen saniert werden, da sich diese nicht lohnte, wurde das Gebäude abgerissen.[5]